# أمن وحماية إنترنت الأشياء
إنترنت الأشياء هي عبارة عن مزيج من أنواع مختلفة من الأجهزة الذكية التي يمكن التواصل فيما بينها، عن طريق إرسال وإستقبال البيانات بدون تدخل بشري، باستخدام عدة تقنيات منها، شبكة الإستشعار اللاسلكية (WSN)، وتعريف/مُعَرِّف الترددات الراديوية (RFID)، وذلك من خلال البنية التحتية للشبكات الفيزيائية والحسية. إن عملية تبادل البيانات بين الأجهزة الذكية قد تؤثر على خصوصية الأفراد، وكذلك يمكن أن تؤثر على قضايا أخرى حساسة لها علاقة بالأمن والحماية؛ من الناحية التكنولوجية بشكل عام، وبأمن المستخدمين ومعلوماتهم الشخصية بشكل خاص، ومن هذه القضايا؛ عدم مراقبة الأجهزة التي تحتوي على مستشعرات؛ بالشكل الصحيح، وكذلك عمليات التشويش المتعمَّدة؛ والتي يقوم بها بعض الأشخاص بهدف تعطيل أنظمة التواصل بين هذه الأجهزة الذكية بطريقة غير قانونية وبدوافع التخريب والعبث، وكذلك دراسة التهديدات التي تتعرض لها أنترنت الأشياء (IoT)، وكذلك الآليات والتقنيات المتبعة لإحداث خلل والبحث عن الثغرات الموجودة في طبقات إنترنت الأشياء (IoT)، وكذلك سيتم دراسة البنية التحتية وسجلات الملفات في إنترت الأشياء (IoT).

## المقدمة
يمكن تعريف إنترنت الأشياء بعدّة طرق مختلفة، ولقد كان هناك بالفعل عدة تعريفات مختلفة ولكنها تؤدي بالنهاية إلى نفس المعنى ولكن من وجهات نظر مختلفة. بناءاَ على ، فقد قُمتُ بتعريف إنترنت الأشياء على أنه انتشار واسع لعدد كبير من الأشياء أو الأجسام من حولنا مثل؛ مجموعة من الأجهزة الخلوية، المستشعرات والأجهزة الإلكترونية... وغيرها، والتي يمكن الاتصال فيما بينها من خلال الشبكة اللاسلكية العصرية الحديثة لتحقيق أهداف مشتركة في عدة مجالات مختلفة مثل؛ الصحة الإلكترونية، البيوت الذكية وغيرها. وكذلك التدفق المجاني للكَمّ الهائل من المعلومات التي يتم تناقلها بين مجموعة من الأجهزة المختلفة التي تستخدم الإنترنت كوسيط للاتصال فيما بينها كما هو ظاهر في. إنترنت الأشياء هي ليست تكنولوجيا حديثة، حيث أن أول جهاز تم استخدام هذه التقنية من خلاله هو عبارة عن آلة لبيع الكولا، والتي قام مجموعة من المبرمجين بالدخول إلى هذه الآلة عن طريق الإنترنت لرؤية ما إذا كانت المشروبات التي بداخلها مُبَرَّدة لكي يقرروا بالقيام بزيارة هذه الآلة، حيث أن مكتبهم يقع عدة طوابق فوق هذه الآلة، وقد حدث ذلك عام 1980 في جامعة كارنجي ميلون. إن أول شخص استخدم تعبير إنترنت الأشياء هو كيفين أشتون؛ المدير التنفيذي في معهد ماساشوت للتكنولوجيا (Massachute Institute of Technology MIT) وكان ذلك في عام 1999 عندما قام بالحديث عن الثورة التكنولوجية في إنشاء وتخزين البيانات عن طريق الآلات أو الأجهزة نفسها وبدون تدخل بشري. وفي نفس العام؛ قام نييل جيرشينفيلد بالحديث عن أسس وقواعد إنترنت الأشياء في كتابه المسمى «عندما تبدأ الأشياء بالتفكير When Things Start to Think». وبعد ذلك قامت شركة إل جي LG بالإعلان عن وضع مخططات لاستخدام مثل هذه التكنولوجيا في ثلاجاتها "Internet of Refrigerators" عام 2000. وبعد ذلك وتحديداَ في عام 2003-2004 قامت وزارة الدفاع الأمريكية بنشر تقنية RFID بشكل كبير وواسع في برامجها التجارية، وبعد ذلك قام الاتحاد الدولي للاتصالات (international telecommunications union ITU) بنشر أول تقرير لها عن موضوع إنترنت الأشياء في عام 2005، وبعد عدة سنوات بدأت شركة Cisco بالتعامل مع موضوع إنترنت الأشياء والتفاعل معه في عام 2008-2009. وفي الوقت الحاضر نلاحظ أن إنترنت الأشياء موجودة في جميع نواحي ومجالات الحياة، وأن هذه المجالات لا بد لها أن تمر من خلال البنية التحتية للأنترنت عبر شبكات الحاسوب والتي تشكل بيئة ومناخ مناسب للمتطفلين والدخلاء على شبكة الحاسوب لمحاولة سرقة المعلومات، لذلك نجد أن قضايا الحماية وأمن المعلومات هي من أهم المسائل التي يجب مراعاتها خلال المراحل الأساسية في التخطيط والبناء لإنترنت الأشياء، وذلك لكي نتجنب أي خطر أو مجازفة متوقعة لها علاقة بالأمن والحماية. لن يتم تقديم أي حلول لمشاكل الأمن والحماية لإنترنت الاشياء من خلال هذا البحث، ولكن سيتم فقط عرض وإستقصاء لمسائل الحماية، التهديدات والهجمات التي يتعرض لها مجال إنترنت الأشياء. في القسم رقم 2 من هذا البحث سيتم تقديم ومناقشة اثنتين من تقنيات الاتصالات وهما شبكة الإستشعار اللاسلكية (WSN) ومُعَرِّف الترددات الراديوية (RFID) مع الأخذ بعين الاعتبار القضايا المتعلقة بالحماية لكليهما، وكذلك سيتم الأخذ بعين الاعتبار الهجمات على الشبكة والتي تهدف إلى التشويش وحرمان المستخدمين من المقدرة على التواصل من خلال هذه الشبكة. أما القسم رقم 3؛ فسيحتوي على معلومات عن البنية التحتية لإنترنت الأشياء (IoT) وسيتم عرض وسائل الحماية من التهديدات التي تتعرض لها الطبقات المختلفة المكوِّنة لإنترنت الاشياء. وفي القسم رقم 4؛ سيتم مناقشة تصنيفات الحماية الأربعة لنموذج التصنيفات الأمنية لمعلومات الخصوصية (PISC). القسم رقم 5؛ سنُناقش من خلاله كيفية حماية سجلات الملفات (Log files) ومدى كفاءة عمليات التخزين لهذه السجلات في الأجهزة التي تعمل عن طريق إنترنت الأشياء. وأخيراً سيحتوي القسم رقم 6؛ على الخُلاصة أو الخاتمة.

## وسائل وتقنيات الاتصال والقضايا الأمنية المتعلقة بها
الهدف الرئيسي من إنترنت الاشياء هو أن يتم التواصل بين مجموعة مختلفة من الأجهزة الإلكترونية؛ جهاز إلى جهاز (M2M) بطريقة أوتوماتيكية دون أي تدخُّل بشري. وتتم عملية التواصل هذه وسائل الاتصالات التي توفرها تكنولوجيا الاتصالات.

### وسائل وتقنيات الاتصالات
1. شبكة الإستشعار اللاسلكية (WSN): هي تقنية يتم من خلالها ربط العديد من الأجهزة الطرفية nodes عن طريق شبكة الاتصال اللاسلكية باستخدام أجهزة بث واستقبال أمواج الراديو بترددات تردد وعرض نطاقbandwidth محدودين، ويجب أن تحتوي الأجهزة الطرفية على مجسات، متحكمات صغيى رة الحجم، ذاكرة للتخزين، أجهزة بث واستقبال أمواج الراديو وكذلك بطاريات. أثناء عملية نقل المعلومات بين الأجهزة الطرفية باستخدام المستشعرات فإن الإشارة المُرسلة تضعُف بسبب استخدام الشبكة اللاسلكية بترددات بث محدودة؛ لذلك يتم وضع أجهزة لتقوية الإشارة وإعادة بثها وتسمى هذه الأجهزة multi-hop وتوضع بين الأجهزة الطرفية وقاعدة البث المركزية.
2. مُعَرِّف الترددات الراديوية (RFID): هي عبارة عن تقنية تستخدم ترددات الامواج الراديوية للتفاعل ونقل المعلومات بطريقة تلقائية وميكانيكية بين بطاقة التعريف information tags والتي عادةً توضع على الأجهزة والمنتجات لاعطاء البيانات –وتشبه إلى حد كبير ما يسمى barcode – ولكن دون الجاجة ان تكون الأجهزة التي تتبادل المعلومات في نفس خط الأُفق أو الرؤية، وتَستخدم RFID تقنية تسمى التكنولوجيا اللاسلكية لتحديد الهوية التلقائي والتقاط البيانات (AIDC) وتتكون تقنية RFID من العنصرين التاليين:

أ. جهاز يقوم باستقبال امواج الراديو وإرسال تلقائي لامواج أخرى مختلفة RFID tags (transponders): ويحتوي هذا الجهاز على لاقط هوائي كجزء من رقاقة صغيرة الحجم microchip وذاكرة تخزين تحتوي على ما يسمى رمز المنتج الإلكتروني (EPC) وهو رمز فريد من نوعه عالمياً يُعطى لكل بطاقة تعريف tag ولا يتكرر أبداً، وتصنَّف بطاقات التعريف إلى نشطة وتكون البطارية موجودة ضمنياً وغير نشطة وهي لا تحتوي على بطارية ولكن تستمدّ طاقتها من خلال الامواج الكهرومغناطيسية المُنبعثة من قارئ بطاقات التعريف، والهدف من وجود الطاقة أو البطارية هو السماح لهذه الأجهزة بالتواصل فيما بينها.
ب. قارئ مستقبِل الامواج الراديوية RFID readers: ووظيفة هذا الجهاز هو التفاعل مع بطاقات التعريف وقراءة رمز المنتج الإلكتروني EPC الخاص بها وذلك لتحديد هوية كل بطاقة تعريف يتفاعل معها

### القضايا الأمنية المتعلقة بتقنيات وو
غالباً ما نقوم بالتعامل مع أمن وحماية المعلومات على أنها شئ قائم وحده، فنحن لا نضعها بالحسبان خلال مرحلة التخطيط لبناء البنية التحتية للشبكات سواءاً السلكية أو اللاسلكية، وانما نبدأ بالتفكير بها بعد الانتهاء من مرحلة التخطيط وفي العادة نقوم بوضع جدار ناري firewall خارجي لحماية جميع الشبكة الداخلية؛ سواء كان برنامجsoftware مُحمّل على جهاز خادم، أو كقطعة منفصلة ملموسة hardware وهذه الطريقة تعطي أداء وكفاءة جيدة، ولكن في بعض الأحيان تعتبر نقطة ضعف في نظام الحماية، حيث أن جميع الأجهزة بأنواعها المختلفة داخل الشبكة الواحدة يجب أن تكون محمية بذاتها وذلك للحصول على نظام حماية يعمل بكفاءة كبيرة ودرجة عالية من الأمان، وبغير ذلك سيكون النظام عرضة للاختراق ومتوفر لأي هجمة خارجية.
1. أنواع الهجمات في شبكة الإستشعار اللاسلكية WSN : هناك العديد من الهجمات attacks والتي يتعرض لها WSN ومنها الهجمات المتعلقة بالشبكة مثل هجمات الحرمان من الشبكة DoS attack، وهنالك ما يسمى attack Sybil وهو أن يقوم أحدهم بانتحال هوية العديد من الأجهزة الطرفية ووضعها على جهاز طرفي واحد ويصبح يتعامل مع الشبكة على أنه جهاز طرفي موثوق وهو ليس كذلك، وهناك الهجمات الفيزيائية لتخريب الأجهزة الطرفية ومحتوياتها، وهناك الهجمات التي تقوم بانتهاك الخصوصية. من أكثر الهجمات شيوعاً هي عمليات التشويش سواء على جهاز طرفي واحد أو أكثر، وهناك نوعان من التشويش على الشبكات أحدهما يسمى التشويش المستمر والذي يؤدي إلى تعطيل كامل الشبكة بحيث يمنع تبادل المعلومات بين الأجهزة الطرفية، والنوع الآخر هو التشويش المتوسط بحيث يحدث تبادل للمعلومات ولكن بطريقة متقطعة وليست ثابتة بسبب ازدحام الشبكة. من الممكن أن يقوم أحد المهاجمين بأن يقوم على اختراق بروتوكول الاتصال في طبقة الوصلة link layer ومن ثم يقوم بارسال عدد هائل من الرسائل والتي تؤدي إلى ازدحام الشبكة وبالتالي تقوم جميع الأجهزة الطرفية بإعادة إرسال الحُزَم عدة مرات لعدم حصولها على رسالة التأكيدACK من الطرف المُستقبِل وبالتالي يؤدي إلى نفاذ البطارية الخاصة بمجسات الأجهزة الطرفية وتعطيلها كلياً.[5]
2. أنواع الهجمات في RFID: كان الهدف الرئيسي من تصميم تقنية RFID هو تحسين الأداء والتواصل بطريقة أفضل، ولكن لم يتم أخذ أمور الحماية والأمان لهذه التقنية بالدرجة اللازمة، فمن أهم أنواع الهجمات التي تعرضت لها هذه التقنية:

### وسائل الاتصال
أ. تعطيل الشبكة بطرق غير قانونية unauthorized disabling: كما هو الحال مع WSN فإن أكثر الهجمات شيوعاً هنا أيضا هي هجمات الحرمان من الشبكة والتي أدت إلى منع بطاقات التعريف من القيام بعملها حيث أن EPC الموجودة داخلها لم تعد قادرة على اعطاء قارئ البطاقات tag reader معلومات صحيحة عن الرمز العالمي الفريد والخاص بها، مما أعطى المهاجمين فرصة الوصول لبطاقات التعريف هذه والتلاعب بها عن بعد remotely.
ب. الاستنساخ غير الشرعي unauthorized cloning: سيقوم المهاجمين باستنساخ رمز المنتج الإلكتروني EPC والقيام بالتحايل لتجاوز الاجراءات الأمنية من خلاله، وذلك بالمرور عن طريق قارئ البطاقات على أنه أحد الأجهزة الطرفية الموثوقة داخل الشبكة، وذلك أشبه بتزوير جواز سفر لشخص ما والسفر باستخدامه، وكل هذا يحصل في حال وصول هؤلاء المهاجمين إلى بطاقات التعريف بطريقة غير شرعية.
ج. تتبُّع غير شرعي unauthorized tracking: يستطيع المهاجمين من تتبُّع بطاقات التعريف لبعض الزبائن، وذلك بسبب الحاجة إلى ان يقوم الزبون باعطاء بعض المعلومات السرية الخاصة به مثل عنوان السكن وغيرها إلى بعض الجهات المَعنِية، وذلك قد يؤدي إلى انتهاك خصوصية الزبون في حال استطاع المهاجمين الحصول على مثل هذه المعلومات.
د. إعادة الاستخدام غير الشرعي replay attacks: هنا يقوم المهاجمون باعتراض وتسجيل المعلومات أثناء عملية التواصل بين بطاقة التعريف وقارئ البطاقات، ومن ثم يقوم المهاجمين بإعادة استخدام المعلومات التي قاموا بتسجيلها مع قارئ البطاقات في وقت لاحق.

## البنية التحتية لإنترنت الاشياء والتهديدات المُصاحبة لها
بداية ًسيتم مناقشة البنية التحتية لإنترنت الأشياء، ومن ثم التهديدات المُصاحِبة لكل طبقة من طبقات إنترنت الأشياء.

### البنية التحتية لإنترنت الأشياء
جهاز إلى جهاز آلة إلى آلة هي عبارة عن المستقبل لإنترنت الأشياء حيث أن هناك الملايين من الأجهزة المختلفة المتصلة مع بعضها والتي يتم ادارتها والتحكم بها من خلال عدد كبير من الأجهزة، شبكات الاتصالات والحوسبة القائمة على أساس السحابة حوسبة سحابية. يمكن تقسيم البنية التحتية لإنترنت الأشياء بناءاً على نظام آلة إلى آلة إلى ثلاثة مستويات أو ثلاثة طبقات وهي طبقة الإدراك إدراك حسي، طبقة الشبكة[ ؟ ] محلل شبكات وطبقة التطبيق application ، ولكل طبقة منها يوجد هناك طبقتان فرعيتان، مما يعطينا ستة طبقات لانترنت الأشياء كما هو واضح في الشكل رقم 1.
لكل طبقة وظيفتها الحصرية الخاصة بها وكذلك بعض التقنيات الأساسية. طبقة الإدراك موجودة في الهيكل العام لإنترنت الأشياء، وهي تحتوي على أجهزة ذكية مثل المستشعرات والمحركات الميكانيكية... الخ. وظيفة هذه الطبقة هي التصّور العام والتي لها علاقة بجمع البيانات من المعدات والاجهزة والمصادر المختلفة مثل نظام التوقع الكوني GPS، كاميرات المراقبة، المستشعرات، RFID وغيرها ومن ثم القيام بارسال هذه البيانات إلى الأجهزة المقصودة باستخدام تقنية نقل المسافات الأقصر زيجبي وكذلك باستخدام شبكة البلوتوث والعديد من الشبكات اللاسلكية الأخرى. أما طبقة الشبكة فوظيفتها هي عملية نقل موثوق للمعلومات التي تم جمعها من طبقة الإدراك وذلك عن طريق الشبكات المختلفة مثل شبكة الأجهزة النقالة، شبكة الإنترنت وكذلك شبكة البث التلفزيوني. بالنسبة لطبقة التطبيق فهي تعد جوهر البنية التحتية لإنترنت الأشياء، حيث أن الهدف الرئيسي لإنترنت الأشياء هو تطوير العديد من التطبيقات التي من خلالها نستطيع التحكم ونقل المعلومات بين الأجهزة المختلفة، فطبقة التطبيق هي المسؤولة عن استقبال وإعادة إرسال البيانات الواصلة إليها عن طريق طبقة الشبكة، كذلك يقوم بمعالجة البيانات مستخدماً تقنيات المعالجة الذكية، ويلك أيضاً تقنيات تخوله من التحكُّم وفرض السيطرة وذلك لدعم التطبيقات المختلفة والخدمات القائمة على أساس إنترنت الأشياء.

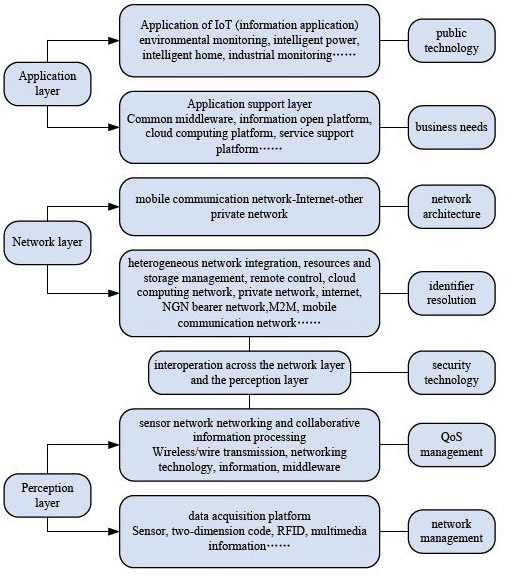
الشكل 1. الهيكل العام للبنية التحتية لانترنت الاشياء(طبقات انترنت الاشياء).

### التهديدات المُصاحبة لإنترنت الأشياء
معظم الناس يساورهم القلق حيال الإفصاح عن معلوماتهم الشخصية، ولديهم العديد من المخاوف، مثل ما هو نوع البيانات التي سيتم جمعها عنهم، ومن هو الذي سيقوم بجمع هذه البيانات، وما الغرض وراء ذلك، وما هي التقنيات المستخدمة لجمعها وإلى أين سيتم إرسال هذه البيانات. للإجابة على كل هذه الأسئلة ولجعل المستخدمين يشعرون بالراحة بأن بياناتهم سيتم نقلها بطريقة آمنة بين أجهزة الاستشعار الحساسة من المستخدم أ إلى المستخدم ب، فيجب في هذه الحالة التأكد من وجود جهاز استشعار موثوق في طبقة الإدراك، ومسار بيانات آمن بين عقدتين-جهازين طرفيين. يجب إرفاق البيانات التي يحملها المستشعر إلى المستخدم الصحيح وفقا لهوية جهاز الاستشعار أو بوابة الجهاز لذلك المستخدم، إضافةً لذلك فان البوابة يجب أن تقوم بتنفيذ بعض الخوارزميات لتشفير البيانات، لأن معظم أجهزة الاستشعار ليس لها القدرة على تشفير البيانات. ولذلك يجب أن تكون البيانات مشفرة أثناء عملية الإرسال لضمان سلامة البيانات، وأخيراً يجب التأكد من أن الأشخاص اللذين يستطيعون الوصول إلى البيانات هم فقط الأشخاص المخولين بذلك واللذين يحصلون على هذه الصلاحية من خلال التطبيق الذي يُخزِّن هذه البيانات. كما يمكننا القول أنه يجب التأكد من أمن وحماية المواضيع التالية هو شي مهم لإنترنت الأشياء: الهجمات على ما يسمى رجل-في-الوسط، تعريض خصوصية البيانات وسلامتها للخطر، التنصت، وكذلك استيلاء بعض الأشخاص غير المصرح لهم من السيطرة على بعض المكونات[، ].
بعض التهديدات ومتطلبات الأمن لكل طبقة من طبقات إنترنت الأشياء:
1. التهديدات ومتطلبات الأمن في طبقة الإدراك: التهديدات التي تتعرض لها طبقة الإدراك هي: سرقة المفتاح الخاص بالأجهزة الطرفية والتحكم بالاجهزة الطرفية العادية، التحكم الغير قانوني لبوابة الأجهزة الطرفية، الاتصال المباشر بمستشعر الجهاز الطرفي قد يجعل الهوية، الموثوقية والتحكُّم مكشوفة للمهاجمين، كذلك فإن خصوصية الأماكن أو المواقع والاستجابة للهجمات وهجمات التشويش وغيرها من التهديدات لهذه الطبقة أيضاً[[7]، [8]].
2. التهديدات ومتطلبات الأمن في طبقة الشبكة: نظراً لتنوع شبكات الاتصال وعدم تجانسها في إنترنت الأشياء، فان طبقة الشبكة ستواجه العديد من التهديدات الأكثر تعقيداً مثل هجوم التمثيل أو التقمص، هجوم الشبكة غير متجانسة، هجوم حجب الخدمة وغيرها. أيضاً وبما أن الإنترنت هو المنصة الأساسية في طبقة الشبكة، لذلك ظهرت التهديدات الأمنية في الإنترنت أيضا في طبقة الشبكة لإنترنت الأشياء[[7]، [8]].
3. التهديدات ومتطلبات الأمن في طبقة التطبيق: ستواجه طبقة التطبيق في إنترنت الأشياء العديد من مشاكل الأمن مثل مشاكل حماية الخصوصية، موثوقية البيانات، تدمير النزاهة، التعرف على الهوية وغيرها[[7]، [8]].

## تصنيف أمن معلومات الخصوصية لإنترنت الأشياء
أمن وحماية الخصوصية هي واحدة من أهم القضايا التي تحرص عليها إنترنت الأشياء، وعلى الرغم من ذلك؛ فانه لم يتم التعمق في دراسة جميع جزئياتها ومعاملتها ككتلة واحدة ولكن كان هناك الكتير من الدراسات المنفضلة لقضايا وأجزاء محددة منها. فقت تم ترتيب أولوياتها وكان المحافظة على أمور الخصوصية المهمة والحساسة من أعلى هذه الأولويات ومن ثم النظر إلى الأمور الأقل أهمية ومن هذا المنطلق لم يتم دراسة جميع أجزائها مرةً واحدة. «أنظمة الواقع الوهمي-المادي (Cyber-physical systems CPS) هي أنظمة هندسية تشمل تفاعل المكونات المادية والحسابية»، والتي تتقاطع مع النقطة الأساسية في أنترنت الأشياء عن طريق إنشاء شبكة من الأجهزة غير المتجانسة. وبالتالي فإن القاسم المشترك بين CPS و IoT هي أن خصوصية المستخدم هي واحدة من أهم القضايا التي يهتم بها كلا النطامين على حد سواء. لكن كلا النظامين CPS\IoT يجذبان المهاجمين والمتسللين، نظراً لأنها تنتشر على نطاق واسع في مواقع حساسة في معظم الدول مثل مواقع الدفاع الوطني، ومختلف الصناعات والمواقع العسكرية وغيرها. هناك خمسة مستويات من إعدادات الخصوصية التي يستخدمها الفيسبوك، والتي يستطيع المستخدم الاختيار فيما بينها، وذلك لمشاركة المعلومات الشخصية والصور وملفات الفيديو مع الآخرين. المستويات الخمسة هي: لي فقط me only، بعض الأصدقاءsome friends، الأصدقاء friends ، وأصدقاء الأصدقاء friends of friends، والجميع everyone . تصنيف أمن معلومات الخصوصية لإنترنت الأشياء ISPC هو مخطط تصنيف هدفه حماية المعلومات الشخصية، ويستخدم في الصحة الطبية وله أيضاً أربعة مستويات من الخصوصية كما هو الحال مع الفيسبوك، وهذه المستويات الأربعة مصنفة حسب درجة الحساسية لكل منها وهي: عالية، متوسطة، منخفضة، وغير مصنفة. مما يوفر مستويات مختلفة من الوصول إلى البيانات، وغالبا ما تكون بشكل شخصي لكل فرد user account أو حسب المناصب فعلى سبيل المثال يستطيع المدير الوصول إلى جميع المعلومات، كذلك صلاحية مجموعة محددة من الموظفين، وصلاحية الموظفين العامين، وصلاحية للجمهور لمشاهدة فقط. ومع ذلك، فإن كلاً من الفيسبوك وISPC أعطت المستخدمين حرية الاختيار بين هذه المستويات من الخصوصية. وقد تم تقسيم الخصوصية إلى خصوصية ثابتة التي تصف المعلومات الشخصية (من نحن) ومحدد الممتلكات الشخصية...الخ، والخصوصية الديناميكية هي عبارة عن المعلومات التي نقوم بإنشائها ثم تزداد شيئاً فشيئاً بشكل تلقائي وحيوي، مثل سجلّ المكالمات الهاتفية، والمعاملات المصرفية وغيرها، وفي نهاية المطاف يتم إرفاق جميع هذه البيانات إلى البيانات الديناميكية. أما البيانات المشتقة فهي البيانات التي يتم إنشاؤها عن طريق تحليل المعاملات الديناميكية مع مرور الوقت لبناء الملف الشخصي للمستخدمين، ومثال ذلك عندما يقوم الشخص دائماً بشراء مجموعة من الكتب عن طريق موقع إنترنت، فإن هذا الموقع يحدد اهتمامات هذا الشخص في الكتب...وهكذا، ووفقاً لمحاولة دراسة الخصوصية لعدة ثقافات مختلفة فإن النتائج أظهرت أن الخصوصية ليست ثابتة وتتغير بتغيُّر الثقافة للشعوب المختلفة.

### تعريف سمات الخصوصية
1. تعريف الخصوصية: هناك العديد من التعريفات التي تصف الخصوصية، فيرى البعض أنها قابلة للنقاش ويذهب الآخرون إلى الجانب النفسي والشعور، ولكننا سنقوم بتعريفها على أنها أي بيانات مفيدة يمكن تخزينها في نظام CPS\IoT.
2. السرية Confidentiality هي سمة من سمات الخصوصية، ويمكن تعريفها على أنها مقدار درجة السرية في المعلومات الشخصية، فهناك بعض المعلومات أقل سرية من المعلومات الأخرى، فعلى سبيل المثال وزن الإنسان يمكن أن يُخمّن عند النظر للشخص ولكن البَوح عن بعض المعلومات يؤثر على سُمعة بعض الأشخاص المعنيين، مثال ذلك أمراض الايدز والممتلكات الخصوصية لبعض الأشخاص وغيرها، ومن الممكن أن تؤثر بعض هذه المعلومات على مجتمعات بأكملها.
3. العالمية Universality هي السمة الثانية من سمات الخصوصية وهي عندما تتفق نسبة معينة من الناس على أن تكون بعض المعلومات مثل السجلات الجنائية لتكون خصوصياتهم بين جميع الناس. كذلك وكما أسلفنا سابقاً أن معلومات الخصوصية تختلف من شخص لآخر ومن مجتمع إلى آخر، لذلك فإنه من المستحيل أن نقوم بدراسة الخصوصية لجميع الناس في العالم، ولذلك أخذ عيّنة أو نسبة من الناس عن طريق الإنترنت لإجراء دراسة معينة سيقوم بالغرض المرجوّ من الدراسة.[9]

### دراسة سمات الخصوصية بناءاً على مواقع البحث
1. دراسة البيانات من مواقع البحث: كما ذكرنا سابقاً، فإن الهدف من PISC هو التأكد من ان معلومات الخصوصية الهامة آمنة تحت شروط التكنولوجيا الأمنية والتكلفة. يجب علينا مقارنة جزئيتين من الخصوصية لنقرر أي منهما لديه درجة عالية من اللأهمية وذلك بعد فحص نتائج المقارنة. وفقاً لتطورات الإنترنت فإن هنالك العديد من الناس يعتمدون على مواقع البحث في حياتهم اليومية، فهم يقومون بالبحث عن الأسئلة والأجوبة التي لها علاقة بخصوصيتهم الشخصية، فمن هذه الأسئلة؛ هل استطيع استخدام معلومات بطاقة الائتمان الخاصة بي للقيام بالتسوّق عبر مواقع الإنترنت؟ مثل هذه الأسئلة تعكس مدى اهتمام الناس بعدم كشف خصوصياتهم. قام فريق إكس. لو[9] باستخدام موقع البحث الخاص بشركة جوجل، للبحث في عدد كبير من مواقع الإنترنت، والتي يصل عددها إلى ما يقارب 30 مليار موقع، وهذه المواقع تشمل كل أجزاء الخصوصية، وقاموا باختيار 53 جزئية من الخصوصية، والتي غالباً ما تستخدم في أنظمة CPS\IoT وذلك لدراسة سمات الخصوصية في هذه المواقع. نتائج هذه الدراسة تم حسابها باستخدام المعادلة رقم (1) وهي U(Xi) والمعادلة رقم (2) C(Xi) والنتائج تظهر في الجدول رقم (1).[9]
2. خصوصية بيانات الاستعلام: لقد قام الفريق بتحديد قالبين من قوالب البحث، قالب الإدخال الأول؛ كان اسم الخصوصية التي استخدموها هي كلمة «خصوصية privacy» وقد قاموا بخطوتين، الخطوة الأولى لدراسة درجة الخصوصية عالمياً باستخدام عدد من مواقع البحث والتي تعكس الخصوصية العالمية لهذه الكلمة. وقد حصلوا على المعادلة التالية:

المعادلة رقم (1): هذه المعادلة تعكس عالمية الخصوصية.
(1){\displaystyle X={x1,x2,...,xn}}, {\displaystyle U(xi)={\frac {((Q1(xi)-Min(Q1(X))}{((Max(Q1(X))-Min(Q1(X))}}}
حيث أن«Q1(xi) هي المجموع الكلي لنتائج الاستعلام عن كلمة الخصوصية والتي يرمز لها بالرمز x. بما أن Q1(x) كبيرة جداً فقد قاموا باعادتها إلى الحالة الطبيعية (normalize) باستخدام طريقة تسمى مين-ماكس. أما U(xi) هي عالمية الخصوصية xi وهي تساوي القيمة التي اعدناها إلى وضعها الطبيعي (the normalizes Q1(Xi))» ، أما الخطوة الثانية فهي الحصول على عدد الصفحات التي تحتوي على كلمة “سرية “confidentiality. وذلك ليعكسوا مدى اهتمام المستخدم بعدم كشف خصوصيته، وقد استخدموا عبارة السجل الجنائي، ولاحظوا ان عدد المواقع التي تحتوي على هذه الكلمة ليس عدداً كبيراً، ولكن السجلات الجنائية تعتبر هي خصوصية شخصية. وعند البحث عن جزئية أخرى مثل كلمة الوزن، وقد كان عدد المواقع الذي يحتوي هذه الكلمة هو كبير جداً مع أنها لا تعتبر خصوصية، كنتيجة؛ فإن عدد المواقع لم يعكس سرية الوزن. كما تم ذكره سابقاً فاننا نعتبر عالمية الخصوصية عن طريق نسبة معينة من الاستعلامات. أما القالب الإدخال الثاني هو للحصول على عدد الصفحات التي تحتوي عالمية الخصوصية؛ كان اسم الخصوصية التي استخدموها هي كلمة «إفشاء disclosure». «لتكن Q2(x) هي المجموع الكلي لنتائج الاستعلام عن كلمة الخصوصية والتي يرمز لها بالرمز x باستخدام القالب الثاني، Q2(xi)/Q1(xi) هي نسبة الاستعلام التي تُظهِر اهتمام الاشخاص بخصوصية الكلمة» إفشاء«في جميع المواقع التي تحتوي هذه الكلمة. Q2(xi)/Q1(xi) تُظهر أيضاً درجة اهتمام الأشخاص عن خصوصية الكمة» إفشاء«. لتكن C(xi) هي عالمية الخصوصية لكلمة إفشاء والتي يُرمز لها بالرمز xi». الجدول رقم (1) يبين عدد كل من عالمية الخصوصية privacy universality والتي يرمز لها بالرمز U(X)، وسرية الخصوصية privacy confidentiality والتي يرمز لها بالرمز C(X) لكل من جزئيات الخصوصية. الإشارة لكل من U(X) و C(X) هي مستقلة؛ مما يعني أن الخصوصية privacy والعالمية universality على النقيط تماماً أي أنهما عكس بعضهما البعض لنفس الخصوصية. كما يظهر في مثالنا فإن جزئيات الخصوصية التالية؛ سجلات الاتصال، والامراض والانتماء تحظى بسرية عالية وعالمية قليلة.المعادلة رقم (2): هذه المعادلة تعكس خصوصية الكلمة افشاء.
(2){\displaystyle X={x1,x2,...,xn}}, {\displaystyle C(xi)={\frac {((Q2(xi)/Q1(xi)-Min(Q2(X)/Q1(X))}{((Max(Q2(X)/Q1(X))-Min(Q2(X)/Q1(X))}}}
| الخصوصية              | عالمية الخصوصية (U(X | سرية الخصوصية (C(X | الخصوصية                | عالمية الخصوصية (U(X | سرية الخصوصية (C(X |
| --------------------- | -------------------- | ------------------ | ----------------------- | -------------------- | ------------------ |
| سجلات المكالمات       | 0.0908               | 1                  | عائلة                   | 0.7552               | 0.1727             |
| مرض                   | 0.1801               | 0.6534             | بطاقة ائتمان            | 0.2867               | 0.123              |
| تعريف                 | 0.1735               | 0.6149             | جواز السفر              | 0.0524               | 0.1145             |
| الانتماء              | 0.0354               | 0.5966             | ارتفاع                  | 0.2203               | 0.1007             |
| ولادة                 | 0.1779               | 0.3771             | حجز فندق                | 0.1708               | 0.0855             |
| السجلات عبر الإنترنت  | 0.1942               | 0.3621             | عنوان البريد الإلكتروني | 0.3482               | 0.0845             |
| المخزون               | 0.3308               | 0.3564             | سفر                     | 0.6899               | 0.0837             |
| تأمين                 | 0.3291               | 0.3561             | رقم الهاتف              | 0.4271               | 0.0789             |
| سباق                  | 0.2062               | 0.3475             | سيارة                   | 0.4663               | 0.0776             |
| دولة                  | 0.2078               | 0.3349             | التسوق                  | 0.5756               | 0.0725             |
| السجلات الجنائية      | 0                    | 0.3312             | تعاطي المخدرات          | 0.0582               | 0.0722             |
| زواج                  | 0.1072               | 0.2962             | هاتف محمول              | 0.3498               | 0.0668             |
| الوضع                 | 0.389                | 0.2936             | صورتي                   | 1                    | 0.0628             |
| سجلات بطاقات الائتمان | 0.041                | 0.288              | بصمة الاصبع             | 0.0056               | 0.0627             |
| دين                   | 0.1507               | 0.2829             | الرمز السري             | 0.6137               | 0.062              |
| الوزن                 | 0.2628               | 0.2797             | الزوج                   | 0.0538               | 0.0565             |
| موقع                  | 0.4151               | 0.2765             | استثمار                 | 0.2122               | 0.0485             |
| وظيفة                 | 0.457                | 0.2719             | دردشة                   | 0.3009               | 0.0453             |
| حساب البنك            | 0.1257               | 0.2342             | دفتر العناوين           | 0.2562               | 0.0391             |
| حزب                   | 0.537                | 0.223              | درجة الائتمان           | 0.1066               | 0.0194             |
| سن                    | 0.5207               | 0.2222             | الدخل الفردي            | 0.0729               | 0.0151             |
| الأطفال               | 0.5756               | 0.2185             | هواية                   | 0.0571               | 0.0128             |
| بيت                   | 0.6083               | 0.2133             | ام اس                   | 0.0761               | 0.0082             |
| الصفحة الرئيسية       | 0.6463               | 0.1994             | الملكية                 | 0.5484               | 0.0078             |
| عنوان الشركة          | 0.5811               | 0.1939             | دليل التلفونات          | 0.358                | 0.0028             |
| فصيلة الدم            | 0.0625               | 0.1736             | رخصة السائق             | 0.0647               | 0                  |

الشكل رقم (2) هو عبارة عن التوزيع لكل من عالمية الخصوصية U(X) وسرية الخصوصية C(X)، وكذلك يُظهر ملامح الخصوصية. هناك عدد من جزئيات الخصوصية تكون عالمية الخصوصية فيها مرتفعة وسرية الخصوصية فيها منخفضة والعكس صحيح، علاوةً على ذلك فإن أكبر عدد من جزئيات الخصوصية يكون ظاهراً عندما تكون سرية الخصوصية وعالمية الخصوصية كلاهما منخفض، أو كلاهما متوسط؛ وقد كان الاكتشاف اللأكثر أهمية الذي حصل عليه إكس. لو وفريقه أنه لا يمكن أبداً أن يكون كلاً من سرية الخصوصية وعالمية الخصوصية لديهما خصوصية مرتفع في آنٍ واحد. سجلات الاتصال الهاتفية والتي تكشف أو تفضح الكثير من المعلومات الشخصية، لها أعلى سرية خصوصية، وعلى الرغم من ذلك فإن القليل من الناس يعتبرونها على أنها خصوصيتهم. وعلى العكس من ذلك، فإن معظم الناس يعتقدون أن الصور هي خصوصية لهم، ولكنهم يقومون بمشاركة صورهم مع أصدقائهم، أو حتى أنهم يقومون بنشر صورهم على بعض المواقع الإلكترونية مثل الفيسبوك.

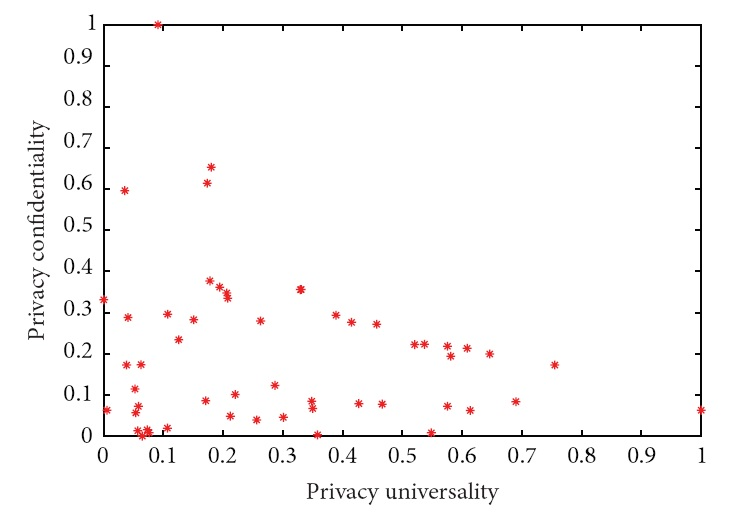
الشكل رقم 2. التوزيع لعالمية الخصوصية وسرية الخصوصية

### أهداف الأمن والحماية
تعاني معلومات الخصوصية من أنه يمكن للكثيرين الوصول لها بطريقة غير شرعية وكذلك يمكن تسريب الكثير من معلومات الخصوصية الشخصية، لكي نتجنب ذلك نستطيع تصنيف الخصوصية لإنترنت الأشياء إلى أربعة فئات وفقاً لمستوى الأمان، كذلك نحن بحاحة إلى التفكير في عدة تقنيات لحماية هذه الخصوصية ولتحقيق جميع الأهداف المتعلقة بالأمن والحماية لمختَلَف تصنيفات الأمن والخصوصية والتي هي (منخفض، أساسي، متوسط، وعالي) وبالتالي فإن أهداف الأمن والحماية لهذه التصنيفات هي:
1. مستوى الأمن المنخفض: نحتاج هنا إلى تصريح authorization للوصول لمعلومات الخصوصية، ونستطيع أن ترك هذا المستوى من غير تشفير.
2. مستوى الأمن الأساسي: نحتاج هنا إلى تصريح authorization للوصول لمعلومات الخصوصية، ويجب علينا التأكد من عملية التشفير لهذه المعلومات عند تخزينها في وسائط التخزين، وكذلك أثناء عملية نقلها.
3. مستوى الأمن المتوسط: نحتاج هنا من التأكد من أن تصريح authorization الوصول لمعلومات الخصوصية صالح للقراءة والكتابة لمرة واحدة فقط، وكذلك يجب علينا التأكد أيضاً من عملية التشفير لهذه المعلومات عند تخزينها في وسائط التخزين، وكذلك أثناء عملية نقلها.
4. مستوى الأمن المرتفع: نحتاج هنا للعديد من مفاتيح التشفير المختلفة لعدة أشخاص مختلفين، وكذلك يجب علينا التأكد أيضاً من عملية التشفير لهذه المعلومات عند تخزينها في وسائط التخزين، وكذلك أثناء عملية نقلها.[9]

## الإدارة الآمنة للسجلات في إنترنت الأشياء
منذ انطلاق ثورة الحوسبة، فقد كانت أهم قضية فيها هي إدارة البيانات، والمحافظة على أمنها، والذي يحتاج إلى الكثير من مساحة التخزين للتعامل مع عدد كبير من أجهزة التواصل على شبكة الإنترنت. بلغ هذا العدد من الأجهزة المليارات في وقت قصير بعد ظهور إنترنت الأشياء، مما يجعل من الصعب جداً توفير مساحة تخزينة لجميع هذه الأجهزة، لأنها تحتاج إلى التواصل فيما بينها مباشرة ودون تدخل بشري وبالتالي تحتاج إلى مساحة تخزينة أعلى. من هنا أصبحت الحاجة إلى سجل الملفات log files لها أولوية عالية مما يساعد على تصحيح ورصد النظام، بحيث أصبحت المهمة أكثر صعوبة لتوفير المزيد من المساحة التخزينية، ومستوى أعلى في الأمن والحفاظ على سلامة هذه السجلات. كما أسلفنا سابقاً فإن التكنولوجيا تنمو بسرعة وتحتاج إلى مزيد من المساحة التخزينية لأجهزة الاتصال، الأمر الذي يؤدي إلى الحاجة إلى مزيد من المواصفات الأجهزة الجديدة، لا سيما في الذاكرة المؤقتة - الذاكرة الثانوية، حيث يتم تخزين سجل الملفات. ومن المعلوم أيضاً أن سجلات الملفات هي مفيدة جدا في نظام كشف التسلل، ومراجعة أداء النظام، وتصحيح الأخطاء وتساعد في اتخاذ القرارات على أساس تاريخ السجل log history. قدمت واحدة من إلاضافات التي قامت إنترنت الأشياء بإضافتها، هي إنتاج وتخزين السجلات في الوقت الحقيقي real time من أجل سهولة استرجاع سجلات الملفات. تصنيف سجلات الملفات من أجل التخلص من كافة السجلات التي لا صلة لها بالموضوع هي وسيلة للحفاظ على سجلات ومساحة تخزينية كافية. ومما يجعل عملية استكشاف الأخطاء وإصلاحها أسهل للمطورين والباحثين. بعض من أدوات سجلات الملفات الشعبية هي تيبكو TIBCO، لوجي Loggly، واتس-أب الذهبية WhatsUpGold ، سبلانك Splunk وغيرها.

### تصنيف السجلات في أجهزة إنترنت الأشياء
جميع الأجهزة تقريبا متصلة الآن بالإنترنت، لذلك ستكون سجلات الملفات هائلة من حيث العدد، خاصة في ظل تطور إنترنت الأشياء، حيث سيتم مضاعفة حجم البيانات أربعة أضعاف، لذلك من المهم تصنيف سجلات الملفات من حيث مستوى الأهمية وفقاً للمصادر ومشاكل الشبكة. أحد الحلول المقترحة هو حجز مساحة من الذاكرة ما يعادل 5 أو 6 أجزاء segments، وسوف يشمل كل جزء على نوع واحد من السجلات التي صُنِّفت عن طريق الأجهزة التي لها اتصال مباشر مع هذه السجلات، وستقوم هذه الأجهزة بتوجيه هذه السجلات إلى الجزء المحدد أو المقصود، وفي النهاية إبقاء هذه الأجزاء من الذاكرة محفوظة لهذا الغرض. يمكننا تقسيم السجلات إلى ست فئات رئيسية هي:
1. سجلات الأمن للرسائل غير المرغوب فيها / البرمجيات الخبيثة / الفيروسات: يعمل العديد من المطورين-المبرمجين في العديد من الخوارزميات لحل مشاكل الرسائل المزعجة، والفيروسات والتهديدات الأمنية الخبيثة. كذلك يقوم مسؤولي النظام باتخاذ جميع الاحتياطات اللازمة للحفاظ على أمن النظام، ولكن ومع المحاولات المستمرة لاختراق النظام عن طريق إرسال البريد المزعج والفيروسات والبرمجيات الخبيثة، والتي في النهاية قد تهدد الأمن لهذه الأجهزة. عندما تصل هذه الفيروسات والبريد المزعج والرسائل الخبيثة إلى النظام، سيتم إنشاء سجلات ليتم تخزينها داخل النظام، وسوف تشمل هذه السجلات معلومات مفيدة عن هذه الفيروسات، الرسائل المزعجة والبرامج الخبيثة مثل، الحجم، والشبكة المستضيفة التي يأتون منها، والتشابه في المحتوى وغيرها، لذلك سيتم إنشاء بعض الدلائل مع مقياس يساعدنا على حماية نظامنا من مثل هذه التهديدات. وفقا لأهمية الأمن؛ فكلما كان عدد أجزاء الذاكرة المحفوظة لسجلات الملفات أعلى؛ كلما كانت درجة الأمن للنظام أعلى.[10]
2. سجلات المصادقة Authentication: سوف تحظى المصادقة على أعلى انتباه في إنترنت الأشياء، حيث أنه لا يمكن الوصول إلى النظام، إلا عن طريقا لمستخدمين المصرح لهم بذلك، ودور سجلات الملفات في هذه الحالة هو فقط القيام بتسجيل كل محاولات الدخول سواء كانت ناجحة أو فاشلة، لمعرفة من يحاول الوصول إلى النظام وعدد المحاولات التي قام بها، لذلك فإنه من الضروري القيام بحجز ذاكرة لهذه السجلات.
3. سجلات المعلومات العامة: تخزين السجلات للحصول على معلومات عامة مثل خرائط الطريق للسيارات الذكية، المحتويات المخزنة في الثلاجة الذكية وغيرها، ستكون هذه مفيدة للمستخدمين لمعرفة كيف يمكن لأجهزة إنترنت الأشياء أن تعمل، وتساعد المستخدم في معرفة البقالة التي يحتاج أن يجلبها لثلاجته. ولكن هنا نحن بحاجة إلى كمية صغيرة من الذاكرة، والتي يمكن إعادة مسحها وتهيئتها يوميا.
4. سجلات الإعدادات: جميع الأجهزة في نظام إنترنت الأشياء يجب أن يتم إعدادها مسبقاً لتكون جاهزة للاستخدام، أثناء عملية الإعدادات لهذه الأجهزة سيتم إنشاء العديد من سجلات الملفات التي تحتوي على معلومات هامة عن هذه الأجهزة، ويجب حفظ سجلات الملفات هذه للعودة لها لحل مشكلات الاعدادات في حال حدوثها. في هذه الحالة سيكون مقدار الذاكرة متغيراً تبعاً للأجهزة ولإعداداتها.[10]
5. سجلات جدار الحماية: بناء جدار حماية للأجهزة في نظام إنترنت الأشياء سيقوم بجمع معلومات عن التهديدات ومحاولات اختراق النظام وحفظها كسجلات الملفات، يساعد على بناء نظام حماية متين وفعال. وفي هذه الحالة سيكون مقدار الذاكرة المحجوزة مساوياً للمساحة المحجوزة في سجلات المصادقة سالقة الذكر، وذلك لأن كلاهما في نفس مجال الأمن أو الحماية.
6. سجلات إدارة الأجهزة: التواصل بين الأجهزة يمكن تخزينه في سجلات، حيث أن هذه الأجهزة ستقوم بالتواصل مع عدد كبير من الأجهزة مع مرور الوقت، ففي حالة الأخطاء أو المشاكل يتم العودة إلى هذه السجلات لحل مشاكل التواصل. هنا المساحة التخزينية اللازمة هي متغيرة وفقاً لعدد الأجهزة التي تتصل مع الأجهزة الحالة.[10]

## الملخص
في البداية، لقد قمت بذكر العديد من التعريفات الخاصة بإنترنت الأشياء، فوجدت أن التعريف الأشمل لإنترنت الأشياء؛ هو مزيج من أنواع مختلفة من الأجهزة الذكية التي يمكن التواصل فيما بينها، عن طريق إرسال وإستقبال البيانات، بدون تدخل بشري، باستخدام عدة تقنيات، منها شبكة الإستشعار اللاسلكية (WSN)، وتعريف/مُعَرِّف الترددات الراديوية (RFID)، وذلك من خلال البنية التحتية للشبكات الفيزيائية والحسية. ثم قمت بتلخيص شبكة الإستشعار اللاسلكية (WSN) والتي هي تقنية يتم من خلالها ربط العديد من الأجهزة الطرفية nodes عن طريق شبكة الاتصال اللاسلكية باستخدام أجهزة بث واستقبال أمواج الراديو بتردداتfrequency وعرض نطاقbandwidth محدودين، ويجب أن تحتوي الأجهزة الطرفية على مجسات، متحكمات صغيى رة الحجم، ذاكرة للتخزين، أجهزة بث واستقبال أمواج الراديو وكذلك بطاريات. وبعد ذلك وجدت أن مُعَرِّف الترددات الراديوية (RFID) هي عبارة عن تقنية تستخدم ترددات الامواج الراديوية للتفاعل ونقل المعلومات بطريقة تلقائية وميكانيكية بين بطاقة التعريف information tags والتي عادةً توضع على الأجهزة والمنتجات لاعطاء البيانات –وتشبه إلى حد كبير ما يسمى barcode – ولكن دون الجاجة ان تكون الأجهزة التي تتبادل المعلومات في نفس خط الأُفق أو الرؤية، وتَستخدم RFID تقنية تسمى التكنولوجيا اللاسلكية لتحديد الهوية التلقائي والتقاط البيانات (AIDC) وكذلك قمت بتعريف EPC وكيف أنها تقوم بتحديد هوية المُنتَج عالمياً، ثم تحدثت عن قضايا الأمن والحماية في كل من WSN و RFID، وكذلك تطرقت أيضاً إلى التهديدات اللتان يتعرضان لها. وكذلك شملت الدراسة التي قمت بها على معلومات عن البنية التحتية لإنترنت الأشياء وعن الطبقات الثلاثة المكونة لها وهي طبقة الإدراك، وطبقة الشبكة، وطبقة التطبيق، وتناولت أيضاً التهديدات والأمن والحماية لهذه الطبقات الثلاثة، وكذلك كان PISC والذي يتحدث عن الخصوصية والسرية، ودراسة الحالة case study المصاحبة لها والتي تحتوي على بعض المعادلات الحسابية والتوزيع البياني للخصوصية والسرية حاضراً في بحثي، ثم تحدثت عن أهداف الأمن والحماية الأربعة، وفي النهاية قمت بإعطاء بعض المعلومات القيمة عن إدارة أمن السجلات في إنترنت الأشياء. وبعد الانتهاء من البحث الخاص بي توصلت إلى أن عالم إنترنت الأشياء ينتشر شيئاً فشيئاً، وأرى أنه وفي المستقبل القريب سيصبح عدد الأجهزة الذكية التي ستتصل بهذا النظام عدد ضخم جداً وهائل، وعليّ القول أن هناك الكثير من الأمور الايجابية التي نحصل عليها من خلال إنترنت الأشياء والتي تجعل حياتنا اليومية أسهل، أما ما يخص قضايا الأمن والحماية، فهناك الكثير من الدراسات والتقنيات ومستوى عالِ من التحسينات الحاصلة على خصوصية الأفراد والمجتمعات، ولكن وكما أسلفت سابقاً أن هناك العديد من التحديات التي تمنع العلماء والباحثين من حل كل مشاكل الخصوصية، ومنها التكلفة العالية لحل مثل هذه المشاكل وكذلك وجهات النظر المختلفة الناجمة من الثقافات والمجتمعات المختلفة وغيرها. وفي النهاية؛ قد أقوم بإضافة بعض التعديلات على هذه الدراسة بإلتعمق وإيجاد حلول أفضل لمشاكل الأمن والحماية والتي يتعرض لها نظام إنترنت الأشياء، وهذه الحلول في حال وجودها ستجعل إنترنت الاشياء هي التكنولوجيا الرائدة والمتميزة والأولى بين جميع التكنولوجيا المحيطة حول العالم.